# عبد الله بن محمد المري
عبد الله بن محمد بن طالب المرّي سياسي ودبلوماسي قطري متقاعد، ولد في الدوحة عام 1952م، التحق بالعمل في وزارة الخارجية بعد أن أنهى دراساته في جمهورية مصر العربية عام 1976، اكتسب خبرات متراكمة نظراً لطول فترة عمله في السلك الدبلوماسي، عمل بالأمانة لمجلس التعاون الخليجي ومدير للتعاون الدولي وتحصّل على درجة سفير فشغل منصب سفير لدولة قطر لدى عدد من الدول أبرزها إندونيسيا والسودان.

## المؤهلات العلمية
دكتوراه علوم سياسية وبكالوريوس في الشريعة من جامعة الأزهر في جمهورية مصر العربية.

## الخبرات العملية
- عمل سكرتير ثاني بسفارة قطر في بيروت خلال الفترة 1980-1986.
- سكرتير أول بديوان عام الوزارة عام 1986.
- سكرتير أول بسفارة دولة قطر لدى جمهورية السودان خلال الفترة 1986-1987م.
- مدير إدارة الشؤون المالية والإدارية خلال الفترة 1987-1991م.
- عمل بمكتب وزير الدولة للشؤون الخارجية منـذ العام 1991 إلى العام 1993م.
- سفيراً لدولة قطر لدى جمهورية السودان عام 1993  وحتى العام 1998.[2]
- سفير بديوان عام الوزارة خلال الفترة 1999-2001م.[3]
- سفير دولة قطر لدى جمهورية إندونيسيا للفترة 2001-2004م،[4] وسفير غير مقيم لكل من (ماليزيا، بروناي، سنغافورة).
- مدير لإدارة البحوث والمعلومات إلى أن تقاعد عام 2015م.